# Эвритремоз
Эвритремоз (эуритремоз, eurytremosis) — гельминтоз из группы трематодозов, характеризующийся развитием некротического панкреатита у животных и человека.

## Этиология
Возбудители трематоды из рода Eurytrema, в том числе Eurytrema pancreaticum, Eurytrema cladorchis, Eurytrema coelomaticum, которые паразитируют в поджелудочной железе. Наиболее широко распространённый вид Eurytrema pancreaticum отличается относительно крупными размерами (10 X 5, 11 X 7 мм) и овальной или веретеновидной формой тела.
Промежуточными хозяевами возбудителя являются наземные моллюски и прямокрылые. Человек заражается через пищу, с которой случайно поедаются промежуточные хозяева возбудителя.
Гельминтоз распространен в Европе, Юго-Восточной и Центральной Азии, Южной Америке. В России он отмечен в Приморском крае.

## Патогенез
Основные клинические признаки: воспалительные процессы в печени, некротический панкреатит.